# Concordia (Schiff, 1827)
Die Concordia war das erste deutsche Dampfschiff auf dem Rhein. Mit ihrer Fahrt am 1. Mai 1827 von Düsseldorf nach Köln begann der Linienverkehr auf dem Rhein.

## Technische Daten
Die Concordia war 42,70 Meter lang, 4,88 Meter breit und hatte 240 Tonnen Wasserverdrängung. Sie konnte bis zu 230 Passagiere und knapp 60 Tonnen (1.173 Zentner) Fracht befördern. Neben Passagieren und Stückgut wurden auch Pferde und Reisewagen transportiert. Der Antrieb bestand aus einer englischen Einzylinder-Niederdruck-Dampfmaschine mit 70 PS Leistung bei 30/min. Die Maschine besaß ein Schwungrad, um die Gleichmäßigkeit des Gangs zu erhalten. Sie stand auf der einen Schiffsseite, der Dampfkessel auf der anderen. Die Schaufelräder hatten einen Durchmesser von 3,76 m.

## Geschichte
Die 1825 gegründete Mainzer „Dampfschiffahrtsgesellschaft von Rhein und Main“ hatte von der „Nederlandsche Stoomboot Maatschappij“ (Niederländische Dampfschifffahrtsgesellschaft) zwei Schiffe für den Verkehr zwischen Mainz und Mannheim und Mainz und Frankfurt bestellt. Als das erste der beiden, die Concordia, 1827 geliefert wurde, stellte man fest, dass sein Tiefgang für die Fahrt oberhalb von Mainz zu groß war. Das Schiff wurde daher an die am 11. Juni 1826 gegründete „Preußisch-Rheinische Dampfschiffahrtsgesellschaft“ (PRDG) in Köln verkauft, die spätere Köln Düsseldorfer. Mit der Concordia und der 1827 gebauten und am 26. Mai 1827 als zweitem Schiff der PRDG in Dienst gestellten Friedrich Wilhelm wurde der Linienverkehr zwischen Mainz und Köln aufgenommen. Die gut 200 km lange Reise von Mainz nach Köln dauerte etwa 10 Stunden, wesentlich schneller als mit der Postkutsche. Für die Rückreise stromaufwärts brauchte man mit einer reinen Gesamtfahrzeit von 22 Stunden und 10 Minuten mehr als doppelt so lange: am ersten Tag ging es von Köln nach Koblenz, am zweiten Tag von Koblenz nach Mainz. Die Einrichtung und Ausstattung des Schiffes galten als prachtvoll und bequem. „Man kann sich nichts Eleganteres und Bequemeres denken als dieses Dampfschiff“, schrieb 1827 der Lyriker und Schriftsteller Friedrich von Matthisson an Bord der Concordia.
Ein Jahr nach der ersten Fahrt der Concordia erschien in Koblenz ein Reisehandbuch des Historikers Prof. J. A. Klein mit dem Titel Rheinreise von Mainz bis Cöln, Handbuch für Schnellreisende auf dem Rhein. Eine französische Übersetzung folgte ein Jahr später.  Dieses Handbuch, aus dessen Überarbeitung 1835 der erste Baedeker wurde, enthielt zwei Ansichten der Concordia.